# Sarcalisarri
Sarcalisarri ou Xarcalixarri (em acádio: 𒀭𒊬𒂵𒉌 𒈗𒌷; romaniz.: DŠar-ka-li-šarri) foi rei da Acádia, reinou entre o período que pode ter se estendido entre 2 217 e 2 193 a.C. (cronologia média) ou 2 223 a 2 198 a.C. (cronologia curta). Foi antecedido no trono por seu pai Narã-Sim e após a sua morte, a Acádia passou por um período de interregno em que quatro rivais (Iguigui, Nanum, Emi e Elulu) tentaram tomar o controle dela.